# Голубянка самаркандская
Голубянка самаркандская (лат. Plebejus maracandicus) — вид бабочек из семейства голубянки.

## Этимология названия
Maracandicus (латинский, топонимическое) — самаркандская, так как вид был описан из окрестностей Самарканда (Узбекистан).

## Описание
Длина переднего крыла 13—17 мм. Верхняя сторона крыльев самцов — синяя, у самок — коричневая. На исподе задних крыльев черные пятнышки вдоль внешнего края хотя бы с небольшим количеством металлически блестящих голубых чешуек. В гениталиях самца гнатос более короткий, в три раза короче вальвы. Отростки вальв шире.

## Ареал и места обитания
Нижнее Поволжье, Казахстан, Алтай, Забайкалье, Тува, Монголия, Якутия.
В Восточной Европе обитает на юге Волгоградской области (окрестности озера Эльтон) и север Прикаспийской низменности. В Астраханской области известны достоверные находки вида в Богдинско-Баскунчакском заповеднике и его окрестностях, в пустынях Харабалинского и Красноярского районов. В Западном Казахстане встречается в барханных пустынных массивах Атырауской области.
Бабочки населяют полупустыни и пустыни, солончаковые участки, антропогенные луга, встречаются также по оврагам и балкам. На Восточном Предкавказье населяет песчаные полупустыни. В Западном Казахстане обитает в барханных, холмистых пустынях, на открытых участках у оснований барханов, защищенных от ветра и поросших крестоцветными.

## Биология
За год развивается от одного до трех поколений в зависимости от условий. Время лёта почти непрерывно с мая по сентябрь. Бабочки летают питаются на цветущих растениях бобовых, периодически присаживаются на сухие участки песчаных дорог и засоленные участки. Самцы и самки присаживаются на концы веточек, стеблей полыни и цветы бобовых, полураскрыв крылья. Иногда встречаются совместно с другими видами голубянок.
После спаривания самки откладывают яйца о одному в пазухи листьев, стебли или цветы кормового растения Astragalus varius и Chamaecytisus ruthenicus. Яйцо высотой 0,25-0,30 мм с ячеистой поверхностью. Окраска яйца белая с зеленоватым оттенком, микропиле зелёное. По мере развития вершина яйца темнеет. Стадия яйца длится 4-7 дней. Гусеницы первого возраста желтовато-зеленоватая с чёрной головой и тёмными пятнышками по бокам. Вдоль спины имеется двойной ряд длинных белых щетинок. Питаются паренхимой листьев. Гусеница второго и третьего возрастов зелёного цвета с рисунком из чередующихся продольных более светлых и темных полос и штрихов. Питаются бутонами, соскабливая паренхиму листьев или объедая листовую пластинку по краям. Известны случаи каннибализма. Гусеницы четвёртого возраста зелёного цвета, вдоль спины проходит полоска более тёмного зелёного цвета, отграничена светлыми линиями, покрыта очень короткими волосками. К концу своего развития длина гусеницы достигает 12-14 мм. Перед окукливанием гусеница перестает питаться и через сутки окукливается на почве или кормовом растении. Куколка длиной 8-10 мм, удлиненная, зелёного цвета с тёмно-зелёной спинной полосой и белыми или желтоватыми дыхальцами. Стадия куколки длится 7-13 дней.